# Henri IV của Pháp
Henri xứ Bourbon (tiếng Pháp: Henri de Bourbon; 13 tháng 12 năm 1553 – 14 tháng 5 năm 1610), cũng gọi là Henri IV của Pháp (tiếng Pháp: Henri IV de France) hoặc Enrique III của Navarra (tiếng Tây Ban Nha: Enrique III de Navarra), là Vua nước Pháp từ năm 1589 đến 1610, từng là Vua Vương quốc Navarra (Henri III) từ năm 1572 đến 1610. Henri IV là quân vương đầu tiên của dòng Bourbon thuộc Vương tộc Capet của Vương quốc Pháp. Mẹ của ông là Juana III của Navarra, cha là Antoine de Bourbon, Công tước xứ Vendôme.
Là một tín hữu Kháng Cách (Huguenot), Henri tham gia cuộc Chiến tranh Tôn giáo trước khi đăng quang làm vua nước Pháp năm 1589. Năm 1598, Henri ban chỉ dụ Nantes bảo đảm quyền tự do tôn giáo cho người Kháng Cách, nhờ đó mà kết thúc cuộc nội chiến. Để được ngai báu và sự ủng hộ của dân Pháp, Henri chấp nhận cải đạo từ Kháng Cách (theo thần học Calvin) sang Công giáo với câu nói trứ danh "'Paris vaut bien une messe'" (Paris xứng đáng cho một lễ Misa). Là một trong những quân vương được lòng dân nhất, Henri luôn quan tâm đến phúc lợi của thần dân, và kiên định với lập trường bao dung tôn giáo, một quan điểm khác thường vào thời ấy. Henri mất ngày 14 tháng 5 năm 1610, nhà vua bị François Ravaillac, một người Công giáo cuồng tín, ám sát.
Henri còn có biệt danh Henri Đại đế (Henri le Grand), ở Pháp, người ta còn gọi ông là le bon roi Henri (Vua Henri Nhân ái), hoặc le Vert galant (Ông Xanh hào hiệp).

## Phả hệ
Henri IV là con trai của Antoine de Bourbon, Công tước xứ Vendome và Juana III của Navarra. Henri chào đời tại lâu đài Pau, thuộc tỉnh Pyrénées-Atlantiques, đông nam nước Pháp (trước đây là tỉnh Béarn). Khi vua nước Pháp là Henri III qua đời mà không có con nối dõi, ngai báu được truyền cho Henri IV, theo luật Salic, nguyên tắc truyền ngôi cho hậu duệ nam giới lớn tuổi nhất thuộc dòng họ Capet. Tuy nhiên, tân vương bị buộc phải tranh đấu một thời gian trước khi được người Công giáo (đa số chống đức tin Kháng Cách) công nhận là quân vương chính thức của nước Pháp.

## Cuộc đời
Mặc dù chịu lễ rửa tội (báp têm) theo nghi thức Công giáo La Mã, Henri được mẹ giáo dưỡng trong đức tin Kháng Cách; Juana III công bố Thần học Calvin là quốc giáo của Vương quốc Navarra. Từ lúc còn niên thiếu, Henri đã gia nhập lực lượng Huguenot tham gia Chiến tranh Tôn giáo Pháp. Ngày 9 tháng 6 năm 1572, khi Jeanne tạ thế, cậu trở thành Vua Henri III của Navarre.
Ngày 18 tháng 8 năm 1572, Henri kết hôn với Marguerite của Pháp, em gái của vua Charles IX. Nhiều người tin rằng cuộc hôn nhân này là kết quả của một nỗ lực hòa giải hầu có thể mang hòa bình đến cho đất nước. Tuy nhiên, một số người Công giáo (trong đó có Caterina de' Medici, mẹ của cô dâu) bí mật hoạch định một vụ tàn sát người Kháng Cách khi họ tụ họp về Paris để dự hôn lễ. Trong vụ thảm sát Ngày lễ Thánh Barthélemy, ngày 24 tháng 8, có vài ngàn người Kháng Cách thiệt mạng tại Paris, và thêm vài ngàn người khác bị sát hại ở vùng quê. Nhờ giả vờ đồng ý cải đạo mà Henri thoát chết, bị cầm tù, nhưng trốn thoát vào đầu năm 1576; ngày 5 tháng 2 cùng năm, tại Tours Henri bác bỏ đức tin Công giáo và tái gia nhập lực lượng Kháng Cách.
Năm 1584, khi François, Công tước xứ Alençon, em trai và là người kế vị nhà vua Công giáo Henri III (năm 1574, Henri III kế vị Charles IX) qua đời, Henri Navarre trở thành người chính thức kế thừa ngai báu nước Pháp. Bởi vì Henri là hậu duệ của Vua Louis IX, Henri III buộc phải thừa nhận Henri là người kế vị hợp pháp. Luật Salic không công nhân quyền thừa kế của chị em gái nhà vua, cũng như mọi phụ nữ khác trong hoàng tộc. Song, do Henri Navarre thuộc phe Huguenot, nhân tố khởi phát Chiến tranh ba Henri, một phần trong Chiến tranh Tôn giáo Pháp. Henri thứ ba, Công tước Henri nhà Guise, đẩy mạnh cuộc trấn áp người Huguenot và triệt để ủng hộ phe Công giáo, gây ra một loạt các chiến dịch tấn công và chiến dịch phản công mà cao điểm là trận Coutras. Tháng 12 năm 1588, Henri III cho ám sát Henri nhà Guise và người em, Hồng y Louis de Guise, khiến tình hình trở nên căng thẳng, kết cuộc là Henri III thiệt mạng bởi tay một tu sĩ cuồng tín trong một vụ ám sát.

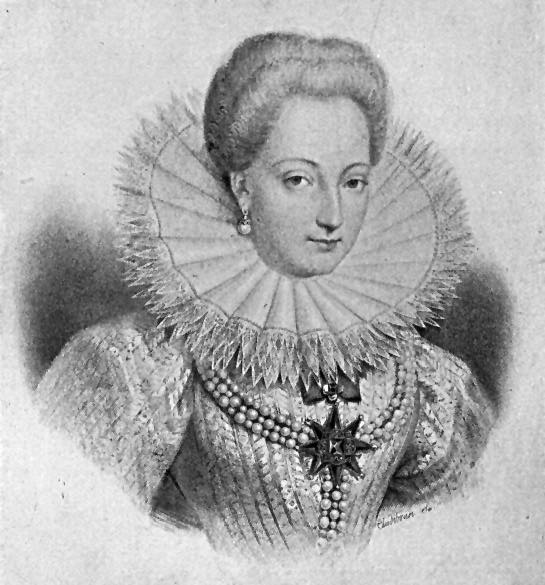
Gabrielle d'Estrees

Khi Henri III băng hà năm 1589, Henri Navarre trở thành vua nước Pháp. Nhưng Liên minh Công giáo, với hỗ trợ từ bên ngoài, đặc biệt là Tây Ban Nha, tập hợp lực lượng đủ mạnh để buộc ông phải chạy xuống phương nam, tại đây Henri khởi quân chiếm lại vương quốc với sự trợ giúp từ Elizabeth I của Anh. Liên minh Công giáo tôn Hồng y Charles de Bourbon làm vua Charles X, nhưng trước đó (tháng 12 năm 1588) Charles đã bị Henri bắt giam. Henri thắng trận tại Ivry và Arques, nhưng không chiếm được Paris.
Năm 1590, sau khi Charles qua đời, Liên minh Công giáo trở nên bất hòa. Một số ủng hộ các ứng viên thuộc nhà Guise, trong đó có Infanta Isabel, con gái Vua Felipe II của Tây Ban Nha, mẹ của Isabel là trưởng nữ của Henri II của Pháp. Điều này gây tổn hại cho uy tín của Liên minh vì bị xem là một công cụ của ngoại bang.
Theo lời khuyên của người tình chung thủy Gabrielle d'Estrées, ngày 25 tháng 7 năm 1593, Henri tuyên bố "Paris vaut bien une messe" (Paris xứng đáng cho một lễ Misa) và quyết định cải đạo, gây bất bình cho phe Huguenot và đồng minh cũ của ông, Nữ hoàng Elizabeth I. Tuy nhiên, việc gia nhập Giáo hội Công giáo bảo đảm cho Henri lòng trung thành của đa số thần dân. Sau đó, lễ đăng quang được tổ chức tại nhà thờ Đức Bà Chartres vào ngày 27 tháng 2 năm 1594. Năm 1598, nhà vua ra Chỉ dụ Nantes, ban cho người Huguenot một số quyền tự do hạn chế.
Cuộc hôn nhân đầu tiên không mang đến cho Henri con cái lẫn hạnh phúc. Hai người ly thân, từ tháng 8 năm 1589, Marguerite của Pháp sống trong lâu đài Usson ở Auvergne. Sau khi lên ngôi, khi các cố vấn yêu cầu nhà vua chọn người nối dõi, Henri muốn hủy bỏ hôn ước và cưới Gabrielle d'Estrées, lúc ấy đã có ba con với Henri, nhưng bị phản đối dữ dội. Vấn đề được giải quyết ổn thỏa khi Gabrielle d'Estrées đột ngột từ trần vào tháng 4 năm 1599 khi sinh non người con thứ tư. Năm 1599, hôn ước với Marguerite bị hủy bỏ, Henri kết hôn với Maria de' Medici năm 1600.
Henri IV là một nhà lãnh đạo can đảm và có tầm nhìn. Thay vì mở các cuộc chiến tốn kém chống lại các nhà quý tộc đối nghịch, Henri chọn cách trả tiền để thu phục họ. Là quân vương, Henri theo đuổi những chính sách và thực thi các đề án có mục tiêu nâng cao mức sống cho người dân, nhờ đó ông được xem là một trong những nhà cai trị được lòng dân nhất.
Một tuyên bố được cho là của nhà vua:
| “ | Si Dieu me prête vie, je ferai qu'il n'y aura point de laboureur en mon royaume qui n'ait les moyens d'avoir le dimanche une poule dans son pot! (Theo ý Chúa, mỗi người lao động trong vương quốc của trẫm ít nhất cũng có được một con gà trong nồi vào mỗi Chủ nhật!) | ” |

Câu nói này thể hiện thời kỳ thái bình và tương đối thịnh vượng mà Henri đã đem đến cho nước Pháp, sau những thập kỷ chiến tranh, cũng như thể hiện sự hiểu biết của nhà vua về hoàn cảnh của giới lao động và nông dân Pháp. Chưa hề có một quân vương nào của nước Pháp chịu quan tâm xem người nông dân có nổi một con gà để dùng bữa vào mỗi chủ nhật, hoặc biết đến gánh nặng sưu thuế oằn vai người dân, cho đến khi bùng nổ cuộc Cách mạng Pháp. Sau những thế hệ vua chúa nhà Valois đắm mình trong cuộc sống xa hoa phóng túng, khiến người dân Pháp trở nên thiếu đói vì phải trả giá cho những mưu mô tranh quyền đoạt lợi, và cho các loại chi tiêu hoang phí của hoàng tộc, thì những đức tính này của Navarre đã khiến nhà vua được thần dân hết lòng mến yêu.

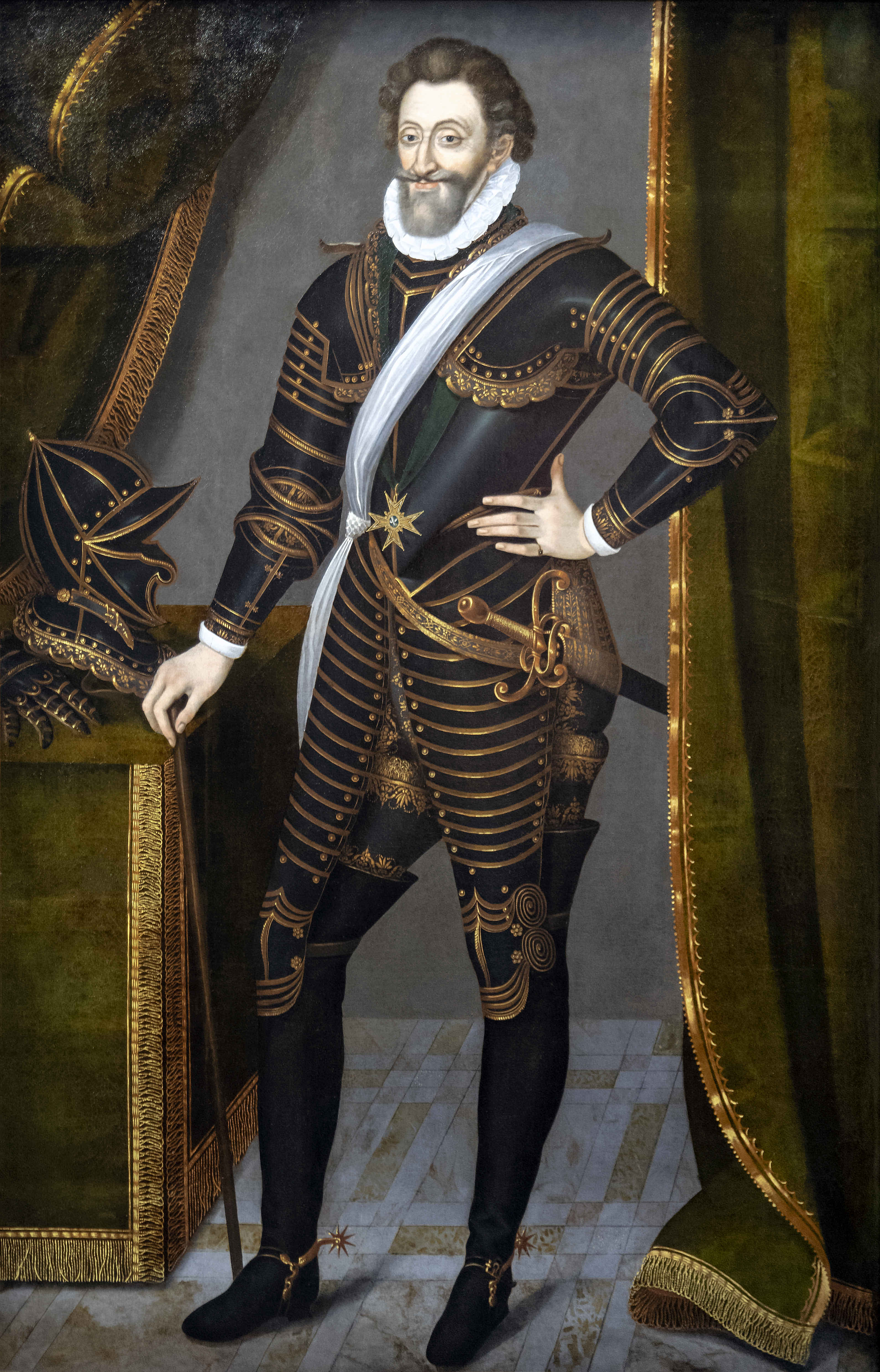
Henri IV, Bảo tàng Toulouse

Tính chính trực, lòng dũng cảm, và những chiến tích của Henri là hình ảnh đối cực với tình trạng bạc nhược, suy kiệt vì bệnh tật của các quân vương sau cùng thuộc nhà Valois, nhất là khi Henri tuyên bố sẽ "ngồi trên lưng ngựa, vũ khí trong tay" (on a le bras armé et le cul sur la selle) mà cai trị đất nước.
Trong triều chính, Henri IV đặt lòng tin vào Maximilien de Bethune, Công tước của Sully (1560-1641), một cận thần trung thành với nhà vua trong nỗ lực quy hoạch nền tài chính quốc gia, phát triển nông nghiệp, thoát nước các vùng đầm lầy để biến thành đất canh tác, xây dựng các tiện ích công, tiến hành các đề án giáo dục như thiết lập College Royal Louis-Le-Grand ở La Flèche, nay là Trường Thiếu sinh quân quốc gia. Nhà vua và Sully ban hành chính sách bảo vệ rừng, xây dựng một hệ thống xa lộ có trồng cây hai bên đường, cũng như xây cầu và phát triển kênh đào. Nhà vua đã cho xây dựng một kênh đào dài 1.200 m trong công viên lâu đài Fontainebleau, và cho trồng thông, du và các loại cây ăn trái ở đó.
Henri bắt tay tái thiết Paris xứng tầm một đại đô thị, cho xây dựng tiếp Pont Neuf nối hai bờ sông Seine. Nhà vua cho xây quảng trường Hoàng gia (ngày nay là quảng trường Vosgues), và xây dựng thêm Grande Galerie cho cung điện Louvre. Với chiều dài 400 m và 35 m chiều ngang dọc theo bờ sông Seine, đây công trình kiến trúc dài nhất thế giới vào thời ấy. Vua Henri IV cũng là nhà bảo trợ nghệ thuật cho tất cả tầng lớp dân chúng, nhà vua cho mời hàng trăm nghệ sĩ và nghệ nhân đến sống và làm việc tại các tầng thấp trong tòa nhà. Truyền thống này được tiếp nối trong hai trăm năm kế tiếp, trước khi bị chấm dứt dưới triều Hoàng đế Napoléon I. Từ đó, nghệ thuật và kiến trúc trong thời kỳ nhà vua trị vì được mệnh danh phong cách Henri IV.
Tầm nhìn của Henri IV không chỉ giới hạn trong lãnh thổ nước Pháp, nhà vua tài trợ các cuộc thám hiểm của Pierre Dugua, Sieur de Monts và Samuel de Champlain đến Bắc Mỹ, cũng như chứng kiến nước Pháp tuyên bố chủ quyền trên Canada.

## Ám sát

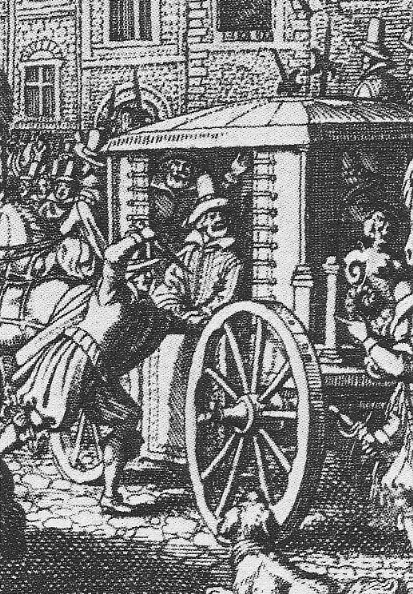
Henri IV bị ám sát 14 tháng 5 năm 1610

Tuy Henri là một vị quân vương nhân ái, giàu lòng trắc ẩn, hóm hỉnh và được thần dân yêu mến, nhưng ông cũng là mục tiêu của nhiều vụ mưu sát (chẳng hạn như của Pierre Barriere và Jean Chatel). Trước đó,ông cũng đã thoát chết nhiều lần trong khi Thái hậu Catherine cố mưu hại ông nhưng ông đều thoát một cách thần kì. Ngày 14 tháng 5 năm 1610, tại Paris, Vua Henri IV bị mưu hại bởi François Ravaillac, một người Công giáo cuồng tín. Ravaillac đâm nhà vua đến chết khi ông đang ngồi trên xe. Henri được an táng tại Basilique de Saint-Denis. Hoàng hậu Marie de Médicis, trở thành nhiếp chính cho con trai chín tuổi của bà, Louis XIII, cho đến năm 1617.

## Ảnh hưởng
Với việc ông chấm dứt cuộc chiến tranh tôn giáo thì chế độ quân chủ Pháp cận đại đã được thiết lập. Triều đại Henri IV có ảnh hưởng lâu dài trên nhiều thế hệ người Pháp. Năm 1614, người ta đúc tượng để tưởng niệm Henri, bức tượng được đặt tại Pont Neuf ở Paris. Vào thế kỷ 18, đại văn hào Voltaire ca ngợi công đức của ông trong bản anh hùng ca Henriade. Mặc dù tượng Henri IV – cùng chung số phận với tất cả các tượng vua chúa Pháp – bị phá hủy trong cuộc Cách mạng Pháp, đó là bức tượng đầu tiên được làm lại, vào năm 1818, vẫn còn tại Pont Neuf cho đến ngày nay.
Trong thời kỳ phục hồi vương quyền dưới triều Bourbon, xuất hiện tình trạng sùng bái cá nhân dành cho Henri. Nhà Bourbon, vì muốn làm giảm nhẹ giai đoạn phân hóa dưới thời trị vì của Louis XV và Louis XVI, đã tập trung vào những năm thái hòa dưới quyền cai trị của vị quân vương giàu lòng nhân ái Henri IV. Ca khúc "Vive Henri IV" (Đức Vua Henri IV muôn năm) trở nên quốc ca không chính thức của nước Pháp trong thời kỳ này, dù nhà vua đã qua đời từ lâu.
Khi Công chúa Maria Carolina hạ sinh một con trai để nối ngôi nước Pháp, bảy tháng sau khi chồng bà, Charles Ferdinand, Công tước Berry, bị ám sát bởi một người theo chủ trương cộng hòa cuồng tín, đứa bé (tức Henri của Artois)được đặt tên Henri với gợi ý về tổ phụ Henri IV. Cậu bé chịu lễ rửa tội theo nghi thức Navarre, với một muỗng vang Jurançon và một ít tỏi, theo cách Henri IV từng làm khi được rửa tội tại Pau, mặc dù tập quán này đã bị nhà Bourbon cấm đoán. Cậu bé này về sau trở thành Henri V của Pháp, vị vua Pháp trên danh nghĩa đã ở ngôi được 5 ngày sau cuộc Cách mạng tháng 7 lật đổ vua Charles X.

## Gia quyến

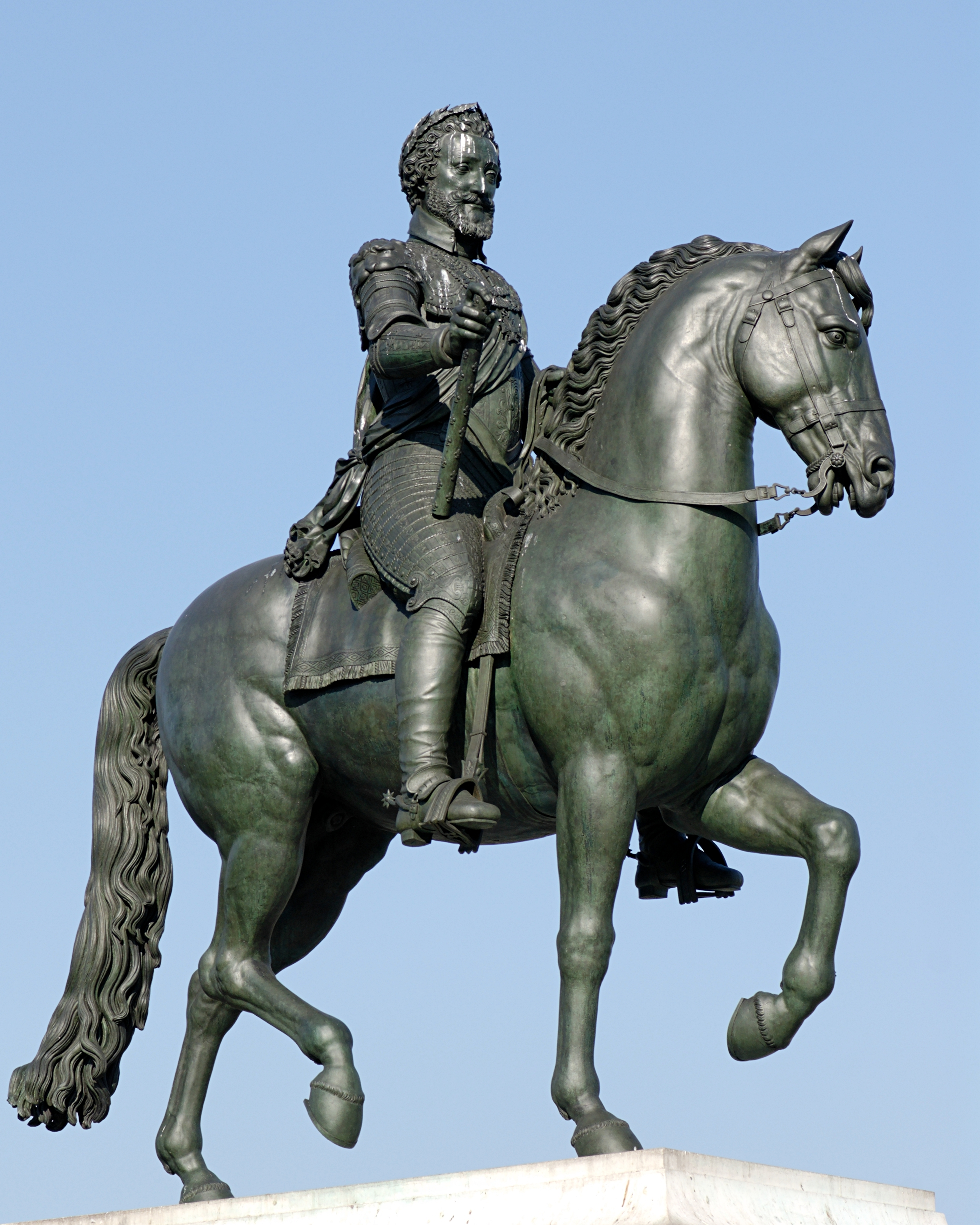
Tượng Henri IV tại Pont Neuf

Ngày 18 tháng 8 năm 1572, Henri kết hôn với Marguerite của Pháp, năm 1599 hủy hôn ước, hai người không có con.
Ngày 17 tháng 12 năm 1600, Henri kết hôn với Marie de Médicis. Họ có sáu người con:
| Tên                                     | Sinh                 | Mất                  | Ghi chú |
| --------------------------------------- | -------------------- | -------------------- | --- |
| Louis XIII, Vua Pháp                    | 27 tháng 9 năm 1601  | 14 tháng 5 năm 1643  | Kết hôn với Ana của Tây Ban Nha (1601 - 1666) năm 1615. Có con. |
| Elizabeth, Hoàng hậu Tây Ban Nha        | 22 tháng 11 năm 1602 | 6 tháng 10 năm 1644  | Kết hôn với Felipe IV, Vua Tây Ban Nha (1605 - 1665) năm 1615. Có con.                                                                                              |
| Christine Marie, Nữ Công tước của Savoy | 12 tháng 2 năm 1606  | 27 tháng 12 năm 1663 | Kết hôn với Victor Amadeus I, Công tước của Savoy (1587 - 1637) năm 1619. Có con.                                                                                   |
| Nicholas Henri, Công tước của Orleans   | 16 tháng 4 năm 1607  | 17 tháng 11 năm 1611 | Chết trẻ. Không con. |
| Gaston, Công tước của Orleans           | 25 tháng 4 năm 1608  | 2 tháng 2 năm 1660   | Kết hôn với (1) Marie de Bourbon, Nữ Công tước của Montpensier (1605 - 1627) năm 1626. Có con. Kết hôn với (2) Margaret xứ Lorraine (1615 - 1672) năm 1632. Có con. |
| Henriette Marie, Vương hậu Anh          | 25 tháng 11 năm 1609 | 10 tháng 9 năm 1669  | Kết hôn với Charles I, Vua Anh (1600 - 1649) năm 1625. Có con. |

### Ngoại hôn
Người ta tin là Henri IV có ít nhất mười một người con ngoại hôn.
Với Gabrielle d'Estrée:
| Tên                                     | Sinh | Được thừa nhận | Mất  | Ghi chú |
| --------------------------------------- | ---- | -------------- | ---- | --- |
| César de Bourbon, Công tước của Vendôme | 1594 | 1596           | 1665 | Kết hôn với Françoise của Loraine, có con. Năm 1626, tham gia một âm mưu chống Hồng y Richelieu, bị bắt và cầm tù trong 3 năm. Năm 1641, bị buộc tội mưu phản, đào thoát sang Anh. |
| Catherine Henriette de Bourbon          | 1596 | 1598           | 1663 | Kết hôn với Charles của Lorraine, Công tước của Elbeuf. |
| Alexandre, Chevalier de Vendôme         | 1598 | 1599           | 1629 | |

Với Catherine Henriette de Balzac d'Entragues, Nữ Hầu tước của Verneuil:
| Tên                                                      | Sinh | Được thừa nhận | Mất  | Ghi chú                                                                        |
| -------------------------------------------------------- | ---- | -------------- | ---- | ------------------------------------------------------------------------------ |
| Gaston Henri, Công tước của Verneuil                     | 1601 | 1603           | 1682 | Kết hôn với Charlotte Seguier, con gái của Pierre Séguier, Công tước Villemor. |
| Gabrielle Angelique, còn gọi là Mademoiselle de Verneuil | 1603 |                | 1627 | Kết hôn với Bernard de Nogaret de Foix, Công tước của La Valette và Epernon.   |

Với Jacqueline de Bueil, Nữ Bá tước của Moret (1580-1651):
| Tên                        | Sinh | Được thừa nhận | Mất  | Ghi chú                    |
| -------------------------- | ---- | -------------- | ---- | -------------------------- |
| Antoine, Bá tước của Moret | 1607 | 1608           | 1632 | Tu viện trưởng St. Etienne |

Với Charlotte des Essarts, Nữ Bá tước của Romorantin:
| Tên             | Sinh | Được thừa nhận | Mất  | Ghi chú                        |
| --------------- | ---- | -------------- | ---- | ------------------------------ |
| Jeanne Baptiste | 1608 | 1608           | 1670 | Nữ tu viện trưởng Fontevrault. |
| Marie Henriette | 1609 |                | 1629 | Nữ tu viện trưởng Chelles.     |

## Tổ tiên
|  |                                               |  |  |  |  |  |  |  |  |  |  |  |  |  |  |  |
|  | 16. Jean VIII de Bourbon, Bá tước của Vendôme |  |  |  |  |  |  |  |  |  |  |  |  |  |  |  |
|  |                                               |  |  |  |  |  |  |  |  |  |  |  |  |  |  |  |
|  |                                               |  |  |  |  |  |  |  |  |  |  |  |  |  |  |  |
|  | 8. François de Bourbon, Bá tước của Vendôme   |  |  |  |  |  |  |  |  |  |  |  |  |  |  |  |
|  |                                               |  |  |  |  |  |  |  |  |  |  |  |  |  |  |  |
|  |                                               |  |  |  |  |  |  |  |  |  |  |  |  |  |  |  |
|  | 17. Isabelle de Beauveau                      |  |  |  |  |  |  |  |  |  |  |  |  |  |  |  |
|  |                                               |  |  |  |  |  |  |  |  |  |  |  |  |  |  |  |
|  |                                               |  |  |  |  |  |  |  |  |  |  |  |  |  |  |  |
|  | 4. Charles de Bourbon, Công tước của Vendôme  |  |  |  |  |  |  |  |  |  |  |  |  |  |  |  |
|  |                                               |  |  |  |  |  |  |  |  |  |  |  |  |  |  |  |
|  |                                               |  |  |  |  |  |  |  |  |  |  |  |  |  |  |  |
|  | 18. Pierre de Luxembourg, Bá tước của St. Pol |  |  |  |  |  |  |  |  |  |  |  |  |  |  |  |
|  |                                               |  |  |  |  |  |  |  |  |  |  |  |  |  |  |  |
|  |                                               |  |  |  |  |  |  |  |  |  |  |  |  |  |  |  |
|  | 9. Marie de Luxembourg                        |  |  |  |  |  |  |  |  |  |  |  |  |  |  |  |
|  |                                               |  |  |  |  |  |  |  |  |  |  |  |  |  |  |  |
|  |                                               |  |  |  |  |  |  |  |  |  |  |  |  |  |  |  |
|  | 19. Margaret của Savoy                        |  |  |  |  |  |  |  |  |  |  |  |  |  |  |  |
|  |                                               |  |  |  |  |  |  |  |  |  |  |  |  |  |  |  |
|  |                                               |  |  |  |  |  |  |  |  |  |  |  |  |  |  |  |
|  | 2. Antoine de Bourbon, Công tước của Vendôme  |  |  |  |  |  |  |  |  |  |  |  |  |  |  |  |
|  |                                               |  |  |  |  |  |  |  |  |  |  |  |  |  |  |  |
|  |                                               |  |  |  |  |  |  |  |  |  |  |  |  |  |  |  |
|  | 20. John II của Alençon                       |  |  |  |  |  |  |  |  |  |  |  |  |  |  |  |
|  |                                               |  |  |  |  |  |  |  |  |  |  |  |  |  |  |  |
|  |                                               |  |  |  |  |  |  |  |  |  |  |  |  |  |  |  |
|  | 10. René của Alençon                          |  |  |  |  |  |  |  |  |  |  |  |  |  |  |  |
|  |                                               |  |  |  |  |  |  |  |  |  |  |  |  |  |  |  |
|  |                                               |  |  |  |  |  |  |  |  |  |  |  |  |  |  |  |
|  | 21. Marie của Armagnac                        |  |  |  |  |  |  |  |  |  |  |  |  |  |  |  |
|  |                                               |  |  |  |  |  |  |  |  |  |  |  |  |  |  |  |
|  |                                               |  |  |  |  |  |  |  |  |  |  |  |  |  |  |  |
|  | 5. Françoise của Alençon                      |  |  |  |  |  |  |  |  |  |  |  |  |  |  |  |
|  |                                               |  |  |  |  |  |  |  |  |  |  |  |  |  |  |  |
|  |                                               |  |  |  |  |  |  |  |  |  |  |  |  |  |  |  |
|  | 11. Marguerite de Lorraine                    |  |  |  |  |  |  |  |  |  |  |  |  |  |  |  |
|  |                                               |  |  |  |  |  |  |  |  |  |  |  |  |  |  |  |
|  |                                               |  |  |  |  |  |  |  |  |  |  |  |  |  |  |  |
|  | 1. Henri IV của Pháp                          |  |  |  |  |  |  |  |  |  |  |  |  |  |  |  |
|  |                                               |  |  |  |  |  |  |  |  |  |  |  |  |  |  |  |
|  |                                               |  |  |  |  |  |  |  |  |  |  |  |  |  |  |  |
|  | 24. Alain I d'Albret                          |  |  |  |  |  |  |  |  |  |  |  |  |  |  |  |
|  |                                               |  |  |  |  |  |  |  |  |  |  |  |  |  |  |  |
|  |                                               |  |  |  |  |  |  |  |  |  |  |  |  |  |  |  |
|  | 12. Jean III của Navarra                      |  |  |  |  |  |  |  |  |  |  |  |  |  |  |  |
|  |                                               |  |  |  |  |  |  |  |  |  |  |  |  |  |  |  |
|  |                                               |  |  |  |  |  |  |  |  |  |  |  |  |  |  |  |
|  | 25. Francoise của Châtillon-Limoges           |  |  |  |  |  |  |  |  |  |  |  |  |  |  |  |
|  |                                               |  |  |  |  |  |  |  |  |  |  |  |  |  |  |  |
|  |                                               |  |  |  |  |  |  |  |  |  |  |  |  |  |  |  |
|  | 6. Enrique II của Navarra                     |  |  |  |  |  |  |  |  |  |  |  |  |  |  |  |
|  |                                               |  |  |  |  |  |  |  |  |  |  |  |  |  |  |  |
|  |                                               |  |  |  |  |  |  |  |  |  |  |  |  |  |  |  |
|  | 26. Gaston của Foix, Hoàng thân Viana         |  |  |  |  |  |  |  |  |  |  |  |  |  |  |  |
|  |                                               |  |  |  |  |  |  |  |  |  |  |  |  |  |  |  |
|  |                                               |  |  |  |  |  |  |  |  |  |  |  |  |  |  |  |
|  | 13. Catalina I của Navarra                    |  |  |  |  |  |  |  |  |  |  |  |  |  |  |  |
|  |                                               |  |  |  |  |  |  |  |  |  |  |  |  |  |  |  |
|  |                                               |  |  |  |  |  |  |  |  |  |  |  |  |  |  |  |
|  | 27. Madeleine của Pháp                        |  |  |  |  |  |  |  |  |  |  |  |  |  |  |  |
|  |                                               |  |  |  |  |  |  |  |  |  |  |  |  |  |  |  |
|  |                                               |  |  |  |  |  |  |  |  |  |  |  |  |  |  |  |
|  | 3. Juana III của Navarra                      |  |  |  |  |  |  |  |  |  |  |  |  |  |  |  |
|  |                                               |  |  |  |  |  |  |  |  |  |  |  |  |  |  |  |
|  |                                               |  |  |  |  |  |  |  |  |  |  |  |  |  |  |  |
|  | 28. John, Bá tước của Angoulême               |  |  |  |  |  |  |  |  |  |  |  |  |  |  |  |
|  |                                               |  |  |  |  |  |  |  |  |  |  |  |  |  |  |  |
|  |                                               |  |  |  |  |  |  |  |  |  |  |  |  |  |  |  |
|  | 14. Charles, Bá tước xứ Angoulême             |  |  |  |  |  |  |  |  |  |  |  |  |  |  |  |
|  |                                               |  |  |  |  |  |  |  |  |  |  |  |  |  |  |  |
|  |                                               |  |  |  |  |  |  |  |  |  |  |  |  |  |  |  |
|  | 29. Marguerite de Rohan                       |  |  |  |  |  |  |  |  |  |  |  |  |  |  |  |
|  |                                               |  |  |  |  |  |  |  |  |  |  |  |  |  |  |  |
|  |                                               |  |  |  |  |  |  |  |  |  |  |  |  |  |  |  |
|  | 7. Marguerite xứ Angoulême                    |  |  |  |  |  |  |  |  |  |  |  |  |  |  |  |
|  |                                               |  |  |  |  |  |  |  |  |  |  |  |  |  |  |  |
|  |                                               |  |  |  |  |  |  |  |  |  |  |  |  |  |  |  |
|  | 30. Philippe II, Công tước của Savoy          |  |  |  |  |  |  |  |  |  |  |  |  |  |  |  |
|  |                                               |  |  |  |  |  |  |  |  |  |  |  |  |  |  |  |
|  |                                               |  |  |  |  |  |  |  |  |  |  |  |  |  |  |  |
|  | 15. Louise xứ Savoy                           |  |  |  |  |  |  |  |  |  |  |  |  |  |  |  |
|  |                                               |  |  |  |  |  |  |  |  |  |  |  |  |  |  |  |
|  |                                               |  |  |  |  |  |  |  |  |  |  |  |  |  |  |  |
|  | 31. Margaret của Bourbon                      |  |  |  |  |  |  |  |  |  |  |  |  |  |  |  |
|  |                                               |  |  |  |  |  |  |  |  |  |  |  |  |  |  |  |
|  |                                               |  |  |  |  |  |  |  |  |  |  |  |  |  |  |  |